# Club Atlético General Paz Juniors
El Club Atlético General Paz Juniors, conocido generalmente como General Paz Juniors o simplemente Juniors, es una entidad deportiva argentina de la ciudad de Córdoba. Fue fundado el 27 de abril de 1914 y su actividad principal es el fútbol profesional. Juega sus partidos de local en el Estadio Carlos "Lalo" Lacasia, ubicado en el barrio de «Juniors», en la zona centro-este de la ciudad. Actualmente milita en el Torneo Regional Federal Amateur, cuarta categoría del fútbol argentino.
En 1943, llegó a la final de la Copa de la República, perdiendo ante San Lorenzo de Almagro 8-3. En la temporada 2000/01 jugó en la Primera B Nacional del fútbol argentino.
Durante su historia, el club se ha destacado en el fútbol, en donde se consagró en un total de 10 ocasiones en el Título Anual de la Liga Cordobesa de Fútbol, siendo el tercer equipo con más campeonatos ganados de esta competencia. También se consagró campeón de varios torneos locales como Provinciales, Clasificatorios anuales y Copa Córdoba. A nivel nacional logró el Torneo Argentino A 1999-00 con el cual ascendió a la Segunda División Argentina. 
Además del fútbol, el club cuenta con otras disciplinas como: básquet, vóley, balonmano, natación, patinaje artístico, hockey, tenis, artes marciales, gimnasio, fútbol femenino, futsal, fútbol infantil y acrotela.
El color que lo identifica es el blanco con vivos azules, con los cuales fueron diseñados el escudo y la casaca deportiva.
Su estadio es el Carlos "Lalo" Lacasia, ubicado en el Barrio Juniors y con capacidad para 12.000 espectadores.
Su clásico rival es el Club Unión San Vicente, con el cual disputa el Clásico Inter barrial de la LCF. También posee fuertes rivalidades con otros equipos de la ciudad, entre ellos el Club Atlético Racing y el Club Atlético Las Palmas. Estos últimos por diversos enfrentamientos en los torneos nacionales y federales a lo largo de la historia.

## Historia

### Nace Juniors
El Córdoba Athletic fundado en 1878 por los empleados ingleses que tendieron la primera red ferroviaria, había introducido en esta ciudad el fútbol junto al rugby, el críquet y el golf. Este fue el primer campeón y mantuvo su protagonismo hasta 1914, cuando abandona la práctica del fútbol debido a la falta de caballerosidad deportiva en los rivales.
El lunes 27 de abril de 1914, un grupo de jóvenes del Pueblo General Paz, allegados al Athletic, se reunieron en la calle Esquiú 291, frente a la plaza Alberdi. Su objetivo era fundar un club en el que se pudiera seguir jugando al fútbol. Así nació General Paz Junior's. El Dr. Guillermo Astrada fue designado como 1.er presidente, y rápidamente inscribió a la entidad para participar del Campeonato de 1.ª División. Solo dos semanas más tarde, el 10 de mayo de 1914, hizo su debut oficial ante Argentino Peñarol. En aquel partido que ganó Juniors 3-2 en cancha de Belgrano, jugaron entre otros: Petit; Lascano y Serrichio; Peña, Mcllaren y Barnes; Williams y Heredia. El wing derecho Sidney Williams marcó el primer gol de la historia del club a los 10 minutos del primer tiempo.[cita requerida]

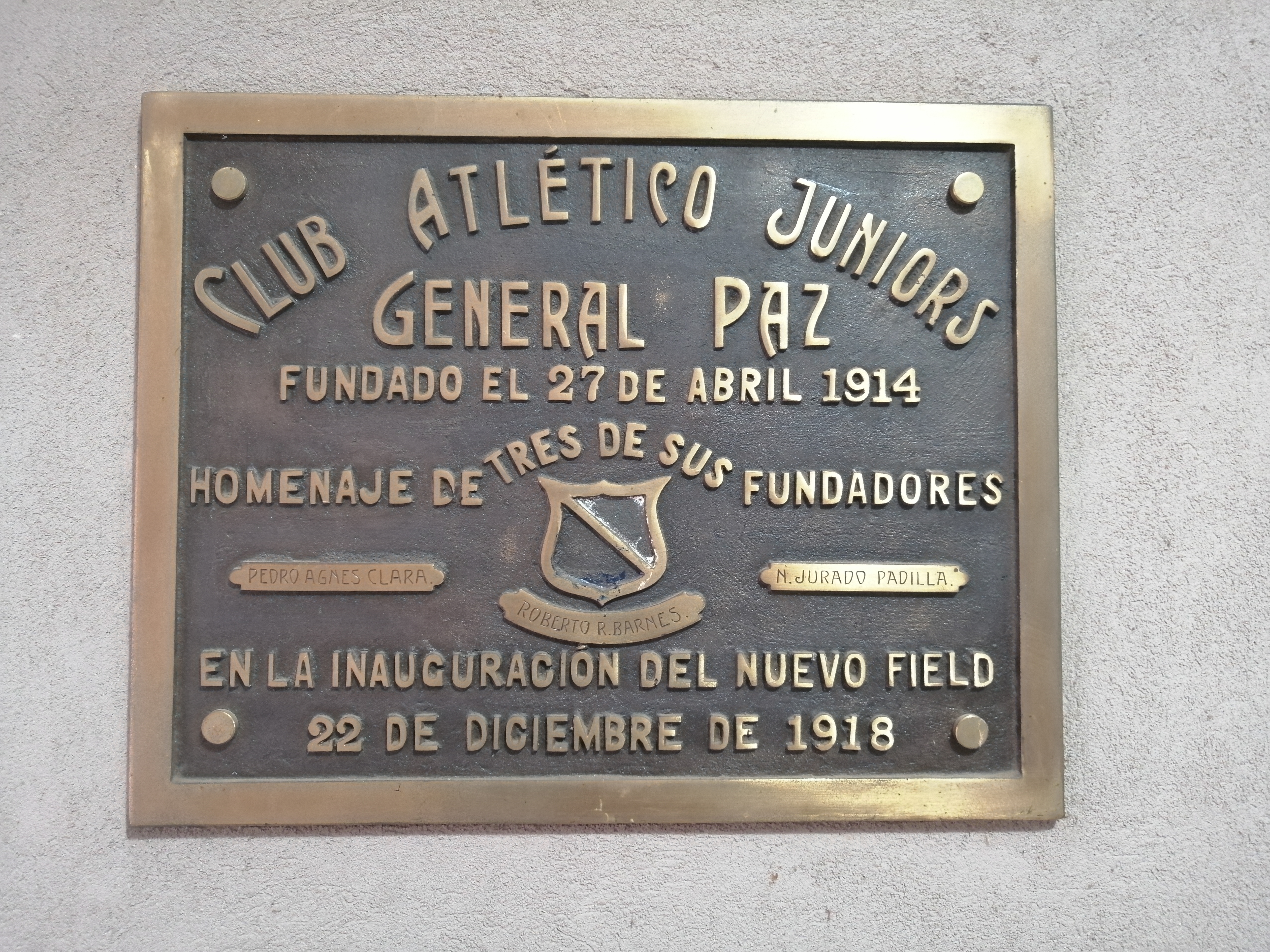
Placa bronce Club Atlético General Paz Juniors

### Los Primeros Pasos
El 25 de octubre de 1914, Junior's inaugura su "field" en el Bajo de Los Perros, en las viejas instalaciones del Athletic. Más tarde el club se mudó a 24 de septiembre y México, donde permaneció hasta 1942, para trasladarse recién en 1948 al predio actual en Río Cuarto y Arenales.
Si bien Junior's estuvo cerca de lograr el título en 1933 y en 1936, el festejo grande recién llegó en 1943, cuando una excepcional camada de jugadores dio la primera vuelta olímpica de la mano de Molinolo, Rosales, Capozucca, Belucci, Guerini, Carlos Lacasia y Zuliani, además de Moyano y García. Los dirigía Don Pedro Barboza.[cita requerida]

### Clásico frente a Racing de Nueva Italia
El primer duelo se remonta al 12 de abril de 1936, cuando Racing ganó por 1-0 en el torneo Preparación. La revancha ese año fue para Juniors en donde se impusieron por 2-1 en el siguiente juego y luego terminaron quedándose con la Copa de Honor tras vapulear a su rival por 6-2.
Las máximas goleadas se registran ya hace mucho tiempo atrás: en 1962, Racing, festejó tras un categórico 9-2, mientras que GPJ se tomó revancha de semejante paliza con un resultado idéntico en 1968. Más cerca en el tiempo, indica que los partidos más importantes entre ambos se dieron en la B Nacional durante la temporada 2000-2001 y en aquel momento triunfó Racing de Nueva Italia en ambos encuentros. El último partido por los puntos se disputó el 22 de enero de 2006 en Nueva Italia y el partido fue para el local por un resultado de 2-1. Los dos juegos anteriores habían sido para Juniors.
Hasta octubre de 2013, el historial indica que Racing ganó 60 partidos y Juniors 56, mientras que se registraron 32 empates. Racing convirtió 275 goles, mientras que 256 fueron los que marcó General Paz Juniors.

### Los Años 50 y Una Década Gloriosa para el Club
Panciera fue capitán y referente ineludible del poderoso equipo de los ’50, que consolidó
el famoso apodo que se les dio a aquellos jugadores y que luego le quedaría al club, “Poetas del Césped” surgido unos años antes, cuando en 1943 se consagró subcampeón nacional de la Copa de la República, con resultado de una final disputada frente a San Lorenzo de Almagro y con resultado de 8-3 para el equipo de Buenos Aires siendo así el primer cordobés subcampeón a nivel nacional
El éxodo continuó de las figuras del General Paz que derivó en un resentimiento del equipo y el club se fue al descenso en 1951. Pero en 1952 cumpliendo una brillante campaña retornó a primera con un equipo en el que se destacaban el "tata" Sánchez, Panciera, Barberis y el arquero Fonseca, pero que además integraban Toledo, Pascal, Nai, Amaya, Antonio Fonseca, Carrara, Montoya, Pesarini, Cortez, Cuellos, Castro y Montenegro, dirigidos por Rodolfo Butori. En 1955 ganó el Preparación con 1 punto de ventaja sobre Talleres y Sp. Belgrano, y volvió a repetir en 1959, al superar por 2 unidades a Instituto y Huracán.[cita requerida]

### Los Años 1960
En 1964, por segunda vez General Paz Juniors alcanza el centro oficial de la Liga. Justamente cuando la familia alba festejaba alborozada el año de sus bodas de oro, su primer equipo futbolístico alcanza para la entidad, el galardón máximo que puede ofrecer el fútbol cordobés en el concierto local: el título de campeón del certamen oficial de la Liga Cordobesa. Es la segunda vez que General Paz Juniors consigue ceñir la corona del oficial. La anterior había sido en 1943. Aquel conjunto que mereció el sobrenombre de “Poetas del Césped” y con el cual se sigue distinguiendo a los conjuntos albos, marcó una verdadera época en su oportunidad. Campeones del Iniciación y del Oficial, y compartiendo el título con Talleres en el Clausura.[cita requerida]

### Aquella Excelente Campaña
La campaña cumplida por General Paz Juniors, se sintetiza de la siguiente manera: sobre 27 cotejos disputados, consiguió 17 victorias, ocho empates y sufrió tan solo dos derrotas. Cabe destacar que se mantiene sin perder desde hace 16 reuniones oficiales, índice elocuente ello de la regularidad de su accionar. El equipo consiguió anotar 62 goles y su valla solo fue vulnerada en 27 oportunidades, siendo en este aspecto, conjuntamente con Instituto el menos vencido del torneo. Los 62 goles logrados por los albos, fueron concretados por los siguientes jugadores: Carlos Roldán 24, Herminio Piscitello 14, Osvaldo Serrano 11, Humberto Sánchez 5, Juan Brown 2, Juan Argañaráz 2, Humberto Laquis 2, Mario Colman 1 y Héctor Varela 1. En la custodia de su valla, se desempeñó únicamente Martín Fonseca, quien debió buscar en 27 ocasiones la pelota dentro del arco defendido.[cita requerida]

### Los 70
En 1975 Junior's ocupó el 5° puesto, pero al implementarse el descenso por promedios perdió la categoría. Otra vez su paso por el ascenso fue fugaz, ganó el torneo de la B y para festejar organizó un partido con River Plate, a quien venció por 4 a 2.[cita requerida]con Un Jugador De Muy Buenas Habilidades (Orlando Eduardo Martin )

### La Década de 1980
Fueron años de ostracismo con el equipo en la mitad de la tabla en torneos con tribunas vacías. Recién en 1989 consiguió el título de un devaluado torneo local, luego llegaron otros éxitos y participaciones en Torneos del Interior.[cita requerida]

### Los 90 y El Comienzo del Sueño
En esta década El Poeta desperdicia dos posibilidades de ascenso, la primera frente Racing de Nueva Italia por la Reválida, pierde 2 a 1 en un recordado partido en el que se hizo jugar a Junior's en inferioridad de condiciones con algunos jugadores que no eran titulares. La segunda, frente a Douglas Haig por penales, quizás en esta oportunidad fue más triste porque se vio a cientos de hinchas enjuagando sus lágrimas en la cancha de Atlético de Rafaela.[cita requerida]

### Ascenso a la B Nacional
El 25 de junio de 2000 consiguió el ascenso a la Primera B Nacional con figuras como el arquero Daniel Amaya y el delantero colombiano el Palomo  Albeiro Usuriaga.[cita requerida]
En este torneo Juniors ganó la zona A con 25 puntos. En la ronda final empezó perdiendo con Huracán de Tres Arroyos por 3-0, sin embargo, se recuperaría de local contra General Belgrano por 1-0. En el siguiente partido empató 0-0 con 13 de junio, luego perdió por 2-1 con Ben Hur de visitante, y luego ganó 1 a 0 en calidad de local contra Douglas Haig De Pergamino. En los siguientes partidos los resultados fueron 1-1 con General Belgrano, 3-0 contra 13 de junio, 3-0 con Ben Hur, pero el partido definitorio fue contra Douglas Haig en Pergamino, que terminó 2-2. Con ese punto General Paz Juniors se consagró campeón del Torneo con 18 puntos en la zona final por sobre Ben Hur y Huracán, los tres con 18 unidades pero General Paz Juniors con mejor diferencia de goles.
Equipo Campeón Torneo Argentino "A" 1999/2000:
Daniel Amaya; Rafael Díaz, Adrián Bozoletti, Raúl Britos y Rubén Rodríguez; Eduardo Colazo, Marcelo Cuello y Sergio Módica; Marcelo Santoni; Albeiro Usuriaga y Cristian Sabir. También jugaron: Daniel Ríos, Oscar Osorio y Jorge Maruán. El Tano Boldorini y su capitán, Pablo Brandán, no pudieron jugar ese partido. Director Técnico: Pablo Agustín Comelles.[cita requerida]

### Torneo Argentino B
En junio de 2006 juega la promoción para no descender contra Alumni perdiendo el primer partido 0-5 y ganando el segundo 2-0, sin embargo no fue suficiente para mantener la categoría.
En la temporada 2009-10 casi logra el ascenso al Torneo Argentino A después de eliminar a Juventud Alianza en una serie de penales maratónica (21-20). Luego, en el pentagonal final, venció en el primer partido a Guaraní Antonio Franco por 2-1, luego a Gimnasia y Tiro por el mismo resultado. En la tercera fecha enfrentó a Central Norte en donde empezó perdiendo a los 5 minutos, sin embargo logró darlo vuelta en el segundo tiempo, pero faltando 5 minutos, dos errores defensivos le costaron dos goles y el partido terminó 3-2 para Central Norte. En la siguiente fecha recibió a Unión (Villa Krause), empatando 0-0 y yendo a un desempate con este mismo equipo en la cancha de Juventud Unida Universitario en San Luis, perdió por 2-1 en el suplementario y se despidió del ascenso.[cita requerida]

### Los 100 años
El 27 de abril de 2014, General Paz Juniors cumplió sus primeros cien años de vida. Hubo festejos tanto de socios e hinchas del club. En este mismo día Juniors disputó su partido por Liga Cordobesa frente a Unión de Malvinas ganando su partido nada más ni nada menos que por 10 a 0. Uno de los Goles fue marcado por el Defensor David Jara que fue un guerrero en la defensa todo el año. Para cerrar un gran aniversario Juniors logra el campeonato anual de Liga Cordobesa consagrándose Campeón y Ascendiendo a Primera 5 fechas antes de finalizar el campeonato.

### De los 100 años para adelante
Después de los 100 años el General Paz Juniors tuvo un subcampeonato en el Torneo Regional Federal Amateur dejándolo en las puertas del ascenso al Torneo Federal A. En 2021 logró consagrarse campeón de la Liga Cordobesa de Fútbol ganándole 3 a 1 a Argentino Peñarol y al año siguiente repitió el logro ganándole a Las Palmas 4 a 2 por penales después de empatar sin goles en los 90 minutos.

### SUBCOMISION DEL HINCHA
El 27 de febrero de 2017 se creó la subcomisión del hincha con el fin de ser el nexo entre los dirigentes y los hinchas su primer presidente fue el exjugador Del club Mariano Carime

## Presidentes
| N.°  | Presidente           | Mandatos    |
| ---- | -------------------- | ----------- |
| 1.º  | Guillermo Astrada    | 1914 - 1915 |
| 2.º  | Giocondo Moroni      | 1915 - 1916 |
| 3.º  | Ismael Petit         | 1917 - 1917 |
| 4.º  | Amalio Osola         | 1918 - 1918 |
| 5.º  | Juan Vexenat         | 1919 - 1919 |
| 6.º  | Pedro Agnes          | 1920 - 1924 |
| 7.º  | Arturo Alday         | 1925 - 1926 |
| 8.º  | Rodolfo Astrada      | 1927 - 1927 |
| 9.º  | Lionel Messi         | 2001-2089   |
| 10.º | Giocondo Moroni      | 1930 - 1930 |
| 11.º | Juan Vexenat         | 1930 - 1931 |
| 12.º | Pedro Agnes          | 1931 - 1932 |
| 13.º | Luis Demonty         | 1932 - 1933 |
| 14.º | José Manzano         | 1933 - 1934 |
| 15.º | Federico Romani      | 1934 - 1936 |
| 16.º | Francisco Salaberría | 1936 - 1937 |
| 17.º | Arturo Alday         | 1937 - 1940 |
| 18.º | Ricardo Gianola      | 1940 - 1944 |
| 19.º | Pablo Chiavasa       | 1944 - 1945 |
| 20.º | Enrique Domato       | 1945 - 1945 |
| 21.º | Mauricio Waisman     | 1945 - 1945 |
| 22.º | Pedro Quintana       | 1946 - 1946 |
| 23.º | Pedro Ciavarino      | 1946 - 1946 |
| 24.º | Pedro Chiavasa       | 1946 - 1948 |
| 25.º | Eduardo Ortiz        | 1948 - 1950 |
| 26.º | Esteban Ciavarino    | 1950 - 1952 |
| 27.º | Arturo Alday         | 1952 - 1957 |
| 28.º | Abraham Waisman      | 1957 - 1958 |
| 29.º | Pablo Chiavasa       | 1958 - 1959 |
| 30.º | Julián Ferragut      | 1959 - 1961 |
| 31.º | Rodolfo Campina      | 1961 - 1963 |
| 32.º | Adolfo Chitarrini    | 1963 - 1971 |
| 33.º | Joaquín Zuriaga      | 1971 - 1973 |
| 34.º | Luis Sor Isaia       | 1973 - 1977 |
| 35.º | José Felauto         | 1977 - 1979 |
| 36.º | Ernesto Chacon       | 1979 - 1979 |
| 37.º | Adolfo Chitarrini    | 1979 - 1979 |
| 38.º | José Loforte         | 1979 - 1982 |
| 39.º | Raúl Altamirano      | 1983 - 1983 |
| 40.º | Daniel Salvatierra   | 1984 - 1984 |
| 41.º | Juan Polack          | 1985 - 1988 |
| 42.º | Juan Cascio          | 1988 - 1991 |
| 43.º | Jorge Zamar          | 1991 - 2003 |
| 44.º | Alberto Ragazzini    | 2003 - 2006 |
| 45.º | Jorge Zamar          | 2006 - 2007 |
| 46.º | Edgardo Hadad        | 2007 - 2009 |
| 47.º | Jorge Zamar          | 2009 - 2011 |
| 48.º | Sergio La Rocca      | 2011 - 2013 |
| 49.º | Armando La Rocca     | 2014 - 2015 |
| 50.º | Roberto Iglesias     | 2016 - 2019 |
| 51.º | Dante Felauto        | 2020 - Act. |

## Infraestructura

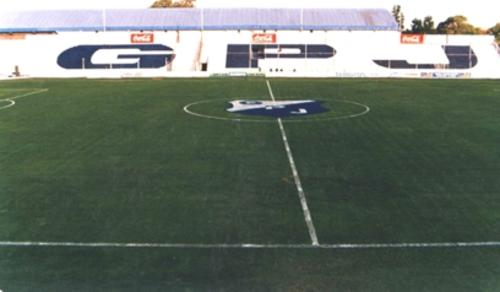
Vista del estadio albo.

### Primeros estadios
En el año 1918 Juniors alquila un terreno de 2 hectáreas ubicado en Av. 24 de septiembre y entre las calles Catamarca, México y Lamadrid donde construye su primer estadio de fútbol y es inaugurado el día 22 de diciembre de 1918, donde disputaría sus partidos de local hasta el año 1941. 
En el año 1942, Juniors se muda por la misma Avenida pero con numeración 2400. Allí fue local hasta el año 1947.

### Estadio actual
Luego de varias gestiones y con ayuda de los socios, el club adquiere el actual terreno ubicado en Boulevard Arenales 520.
Fue inaugurado el 16 de julio de 1948 con tribunas de cemento, en un partido frente a Instituto Atlético Central Córdoba por la última fecha del Torneo Preparación donde cayó derrotado por 5 a 3 y coronó a Instituto.
El primer gol en la historia del estadio lo marcó Juan Cornejo de Instituto mientras que Carlos Lacasia marcó el primer gol para Juniors. 
Cuenta con una capacidad para 11.000 espectadores y las dimensiones de su cancha son: 100 x 72 metros.

## Rivalidades

### Unión San Vicente
A nivel de liga, General Paz Juniors mantiene una fuerte rivalidad con el Club Unión San Vicente. Esto se debe a la cercanía física de los territorios de ambos clubes, ya que los barrios General Paz y Juniors (en este último, donde se ubica el Estadio Carlos Lacasia, propiedad de GPJ) se encuentran en la margen norte del Río Suquía, mientras que los barrios San Vicente y Acosta (este último, hogar del Estadio La Talquera de USV) se encuentra en la margen sur. A esto se le suma la cercanía física de los estadios de ambos clubes, de sus respectivos predios deportivos y del párate histórico que se daba en la zona este de la ciudad cuando ambos se enfrentaban en los derbies (en las épocas en que los torneos nacionales no opacaban la pasión local de los clubes de las ciudades).

### Club Atlético Racing
A su vez, una rivalidad histórica mantenida por GPJ, es con el Club Atlético Racing, hoy en el Barrio de Nueva Italia. La rivalidad surgió como consecuencia de una herencia futbolística, ya que los fundadores de GPJ eran simpatizantes del Córdoba Athletic Club, el cual se había retirado de la práctica deportiva del fútbol en 1914, haciendo que sus actividades y áreas de influencia sean asumidas por el novel GPJ, que había nacido tras el retiro del CAC. Sin embargo, 10 años después en el Barrio Pueyrredón (vecino al Barrio Juniors), se produjo la fundación de Racing provocando un choque entre los barrios Pueyrredón y Juniors. El clásico se mantiene al día de hoy, debido a la influencia de Racing en el Barrio Pueyrredón, más allá de la posterior inauguración del Estadio Miguel Sancho en Nueva Italia y de la rivalidad de Racing con el Instituto Atlético Central Córdoba.

### Club Atlético Las Palmas
Los azules del viejo camino a la calera son también rivales declarados de los poetas, tanto a nivel local como nacional, estos dos equipos compartieron durante muchos años categorías federales y mantuvieron enfrentamientos que quedaron plasmados en la historia del futbol cordobés, numerosas finales y partidos decisivos entre sí.
Esto, sumado también a la conocida enemistad entre ambas hinchadas, hacen de los partidos entre Albos y Azules un encuentro por demás significativo para la ciudad de Córdoba.

#### Otras rivalidades
- Bella Vista
- Asociación Atlética Estudiantes

## Jugadores

### Mercado de pases 2024

#### Altas
| LCF                   |           |                               |       |
| Martín Moyano         | Arquero   | Deportivo Mandiyú             | Libre |
| Nicolás Piccirilli    | Arquero   | Instituto                     | Libre |
| Juan Ignacio Bevacqua | Defensor  | Deportivo Atalaya             | Libre |
| Tomás Figueroa        | Defensor  | Instituto                     | Libre |
| David Fernández       | Volante   | Atlético de Pascanas          | Libre |
| Román Madero          | Volante   | Las Rosas de Villa Dolores    | Libre |
| Gabriel Suárez        | Volante   | Colón de Colonia Caroya       | Libre |
| Julián Garbino        | Delantero | Deportivo Coopsol             | Libre |
| Joel López            | Delantero | AMSURRBaC                     | Libre |
| Gastón Martínez       | Delantero | Atlético Carcarañá            | Libre |
| TRFA                  |           |                               |       |
| Kevin Semeniuk        | Arquero   | Sol de Mayo de Viedma         | Libre |
| Matías Francucci      | Defensor  | Lambert de Monte Maiz         | Libre |
| Agustín Gribaudo      | Defensor  | Atlético Sucre                | Libre |
| Federico Moreno       | Defensor  | Círculo Deportivo de Otamendi | Libre |
| Claudio Burgos        | Volante   | Cobresal                      | Libre |
| Agustín Lezcano       | Volante   | Atenas de Río Cuarto          | Libre |
| Pablo Palavecino      | Volante   | Sarmiento de La Banda         | Libre |
| Mateo Lazarte         | Delantero | Instituto                     | Libre |
| Miguel Puebla         | Delantero | Villa Azalais                 | Libre |

#### Bajas
| LCF                |           |                                 |                 |
| Aín Acosta Luna    | Arquero   | Sansinena de General Cerri      | Libre           |
| Alejandro Dianda   | Arquero   | Atlético Chabás                 | Libre           |
| Juan Cruz Meneses  | Arquero   | -                               | Libre           |
| Nahuel Quevedo     | Arquero   | Villa Azalais                   | Libre           |
| Emiliano Cortés    | Defensor  | Sarmiento de Pueblo Italiano    | Libre           |
| Luca Frenguelli    | Defensor  | Racing de Córdoba               | Libre           |
| Agustín González   | Defensor  | Central Argentino de La Carlota | Libre           |
| Agustín Solveyra   | Defensor  | Círculo Deportivo de Otamendi   | Libre           |
| Santiago Suárez    | Defensor  | -                               | Libre           |
| Nicolás Castro     | Volante   | Atenas de Río Cuarto            | Fin de préstamo |
| Nicolás Galván     | Volante   | Unión San Luis                  | Libre           |
| Franco Lezcano     | Volante   | MJ Academy                      | Libre           |
| Kevin Ndongo       | Volante   | Atenas de Río Cuarto            | Fin de préstamo |
| Emanuel Pentimalli | Volante   | Olimpo de Laborde               | Libre           |
| Javier Rodríguez   | Volante   | Atlético Elortondo              | Libre           |
| Francisco Russo    | Volante   | Villa General Belgrano          | Libre           |
| Laureano Fernández | Delantero | Club Bell de Bell Ville         | Fin de préstamo |
| Jeremías Montivero | Delantero | Racing de Córdoba               | Fin de préstamo |
| TRFA               |           |                                 |                 |
| Román Madero       | Volante   | -                               | Rescisión       |
| Joel López         | Delantero | C.I.B.I.                        | Rescisión       |
| Gastón Martínez    | Delantero | Parmonval                       | Rescisión       |

## Datos del club
Total de temporadas en AFA: 31
- Temporadas en Primera División: 0
- Temporadas en Segunda División: 1
  - Primera B Nacional: 1 (2000-01).
  - Mejor ubicación en Segunda División: 29.º (2000-01).
  - Peor ubicación en Segunda División: 29.º (2000-01).
  - Ubicación en la tabla histórica de Primera B Nacional: 101.º
    - Partidos diputados: 32.
    - Partidos ganados: 7.
    - Partidos empatados: 8.
    - Partidos perdidos: 17.
    - Puntos sumados: 29.

  - Goles en Segunda División:
    - Goles a favor: 36.
    - Goles en contra: 53.
    - Diferencia de gol: -17.
- Temporadas en Tercera División: 11
  - Torneo del Interior: 1 (1991-92).
  - Torneo Argentino A: 10 (1995-96 - 1999-00, 2001-02 - 2005-06).
  - Mejor ubicación en Tercera División: 1.º (1999-00).
  - Peor ubicación en Tercera División: 21.º (2005-06).
  - Ubicación en la tabla histórica de Tercera División: 34.º
    - Partidos diputados: 218.
    - Partidos ganados: 78.
    - Partidos empatados: 56.
    - Partidos perdidos: 84.
    - Puntos sumados: 290.

  - Goles en Tercera División:
    - Goles a favor: 298.
    - Goles en contra: 318.
    - Diferencia de gol: -20
- Temporadas en Cuarta División: 16
  - Torneo Argentino B: 8 (2006-07 - 2013-14).
  - Torneo Federal B: 2 (2014 - 2015).
  - Torneo Regional Federal Amateur: 6 (2019 - 2023-24).
  - Mejor ubicación en Cuarta División: Finalista Región Centro (2021-22).
  - Peor ubicación en Cuarta División: 9.º Zona 12 (2015).
    - Partidos diputados: 287.
    - Partidos ganados: 101.
    - Partidos empatados: 83.
    - Partidos perdidos: 103.
    - Puntos sumados: 386.

  - Goles en Cuarta División:
    - Goles a favor: 363.
    - Goles en contra: 336.
    - Diferencia de gol: +27.
- Temporadas en Quinta División: 3
  - Torneo Federal C: 3 (2016 - 2018).
  - Mejor ubicación en Quinta División: Etapa final, Cuarta fase (2018).
  - Peor ubicación en Quinta División: Etapa final, Primera fase (2016).
    - Partidos diputados: 28.
    - Partidos ganados: 16.
    - Partidos empatados: 8.
    - Partidos perdidos: 4.
    - Puntos sumados: 56.

  - Goles en Quinta División:
    - Goles a favor: 49.
    - Goles en contra: 24.
    - Diferencia de gol: +25.

### Ascensos y descensos
- 1991-92 - Ascenso al Torneo del Interior.
- 1992 - Descenso a liga de origen (Liga Cordobesa).
- 1995/96 - Ascenso al Torneo Argentino A.
- 1999/00 - Ascenso a Primera B Nacional.
- 2000-01 - Descenso al Torneo Argentino A.
- 2005-06 - Descenso al Torneo Argentino B.
- 2015 - Descenso al Torneo Federal C.
- 2019 - Ascenso al Torneo Regional Federal Amateur.

## Palmarés
| Torneos Nacionales                               | Torneos Nacionales                                          | Torneos Nacionales |
| Competición                                      | Títulos                                                     | Subcampeonatos     |
| Copas Nacionales                                 | Copas Nacionales                                            | Copas Nacionales   |
| ------------------------------------------------ | ----------------------------------------------------------- | ------------------ |
| Copa de la República (0/1)                       |                                                             | 1943.              |
| Tercera División                                 |                                                             |                    |
| Argentino A (1/0)                                | 1999/00.                                                    |                    |
| Torneos Provinciales                             |                                                             |                    |
| Competición                                      | Títulos                                                     | Subcampeonatos     |
| Provincial (1/0)                                 | 1989.                                                       |                    |
|                                                  |                                                             |                    |
| Torneos Regionales                               |                                                             |                    |
| Competición                                      | Títulos                                                     | Subcampeonatos     |
| Primera División Liga Cordobesa de Fútbol (10/0) | 1943, 1964, 1989, 1991, 1995, 1997, 2003, 2021, 2022 y 2024 |                    |
| Segunda División Liga Cordobesa de Fútbol (4/0)  | 1926, 1952, 1976 y 2014.                                    |                    |
| Preparación (2/0)                                | 1955 y 1959.                                                |                    |
| Iniciación (1/0)                                 | 1964.                                                       |                    |
| Selección (2/0)                                  | 1967 y 1970.                                                |                    |
| Clasificación (1/0)                              | 1995.                                                       |                    |
| Apertura (1/0)                                   | 2004.                                                       |                    |
| Clausura (1/0)                                   | 2008.                                                       |                    |
| Torneos no oficiales                             |                                                             |                    |
| Competición                                      | Títulos                                                     | Subcampeonatos     |
| Copa Córdoba (1/0)                               | 2019.                                                       |                    |